# Estigmene verticipicta
Estigmene verticipicta är en fjärilsart som beskrevs av Embrik Strand 1919. Estigmene verticipicta ingår i släktet Estigmene och familjen björnspinnare. Inga underarter finns listade i Catalogue of Life.